# جوكال
جوكال (بالفارسية: جوکال) هي قرية تقع في قسم تشناران الريفي (مقاطعة تشناران) في إيران. يقدر عدد سكانها بـ 224 نسمة بحسب إحصاء 2016.